# Kalteiche
Die Kalteiche bei Wilgersdorf im Kreis Siegen-Wittgenstein in Nordrhein-Westfalen (Deutschland) ist ein 581,3 m ü. NHN hoher Berg des Rothaargebirges, und damit die höchste Erhebung auf dem Gebiet der Gemeinde Wilnsdorf. Bekanntheit erlangt das Gebiet durch das gleichnamige Industriegebiet Kalteiche, das sich aber auf Haigerer – und damit hessischer – Seite befindet.

## Orte namens Kalteiche
Rund 800 Meter (m) südöstlich vom Gipfel des Bergs „Kalteiche“ grenzt der gleichnamige Bergrücken „Kalteiche“ an, der sich auf der Grenze zum Nachbarbundesland Hessen befindet, am „Hirschstein“ bis 562,9 m hoch ist und Teil der Wasserscheide zwischen Lahn und Sieg ist. So benannt sind auch der hiesige Naturraum Kalteiche (mit Haincher Höhe), der „Staatswald Kalteiche“, das sich südlich des Bergs anschließende Gewerbe- und Industriegebiet „Haiger-Kalteiche“ und die „Talbrücke Kalteiche“, eine 500 m lange Autobahnbrücke der dort verlaufenden Bundesautobahn 45 („Sauerlandlinie“).

## Geographie

### Lage
Der Berg Kalteiche liegt als Südteil des Rothaargebirges im Osten des Kreises Siegen-Wittgenstein in Nachbarschaft zum Lahn-Dill-Kreis in Hessen. Er erhebt sich knapp 12 Kilometer (km) (Luftlinie) südöstlich von Siegen zwischen Wilgersdorf (Nordnordosten; alle NW), Dillbrecht (Ostnordosten), Fellerdilln (Ostsüdosten), Steinbach (Südosten), Seelbach (Südsüdosten; alle HE), Würgendorf (Süden), Burbach und Gilsbach (Südwesten), Wilden (Westnordwesten) und Wilnsdorf (Nordwesten; alle NW). Sein Gipfel erhebt sich rund 750 m nordwestlich der hessischen Grenze, und etwa 30 m westlich davon liegt ein trigonometrischer Punkt (579,3 m). Südlich des Gipfels liegt jenseits der Bundesstraße 54 das Landschaftsschutzgebiet Landeskroner Weiher, Wiebelhausen (CDDA-Nr. 322403), das 1991 ausgewiesen wurde und 8 km² groß ist.
Während die westfälischen Teile des Bergrückens Kalteiche zum Siegerland gehören, zählen seine Süd- und Südostflanke zum hessischen Naturpark Lahn-Dill-Bergland. Auf dem Berg und Bergrücken liegt der „Staatswald Kalteiche“, der etwa 283 ha groß ist und auf zirka 430 bis 579,9 m Höhe liegt. An den Bergrücken schließen sich nordöstlich die Haincher Höhe (bis 609 m) und südwestlich Die Höh (bis 597,4 m) bei Burbach an, wobei letzterer das Bindeglied vom Rothaargebirge im Norden zum Westerwald im Süden ist.

### Naturräumliche Zuordnung
Die Kalteiche gehört in der naturräumlichen Haupteinheitengruppe Süderbergland (Nr. 33), in der Haupteinheit Rothaargebirge (mit Hochsauerland) (333) und in der Untereinheit Dill-Lahn-Eder-Quellgebiet (333.0) zum Naturraum Kalteiche (mit Haincher Höhe) (333.00). Die Landschaft fällt nach Norden in der Haupteinheit Siegerland (331) und in der Untereinheit Nordsiegerländer Bergland (331.0) in den Naturraum Südliches Siegener Bergland (331.04) ab.

### Fließgewässer
Etwa 400 m nordnordöstlich des Kalteichegipfels liegt die Quelle des Breitenbachs und 1,2 km östlich jene der Weiß. 1,4 km südöstlich entspringt der Steinbach, 650 m südöstlich der Wiebelhäuser Bach, 1,2 km westsüdwestlich der Wildebach (Wildenbach) und 900 m westlich der Eisernbach (Heckenbach). Zudem liegt etwa 2,2 km südsüdöstlich am Donnerhain die Quelle der Heller.

## Geschichte
Schon um Christi Geburt lebten Kelten im Wald an der Kalteiche. Am 15. Oktober 1344 wird der Berg „Kaltenaich bi Sigen“ genannt.
Zur Zeit der Französischen Revolution (1792–1799) bzw. der Revolutionskriege (1792–1802) trafen am 4. Juli 1796 in der Schlacht an der Kalteiche französische und österreichische Truppen bei Wilnsdorf aufeinander, wobei die Franzosen unter der Führung Jean-Baptiste Jourdans standen. Für die Ortschaften an der Kalteiche brachte dies erhebliche Nachteile, weil die Bürger die Truppenverpflegung aufbringen mussten. Nach der Schlacht an der Kalteiche gab es Hunderte Tote und Verwundete, die von den Bürgern der nahen Orte versorgt und begraben wurden. Zudem fanden Plünderungen durch die Truppen statt. Auch in späteren Jahren haben Kriege große Opfer der Bürger gefordert.

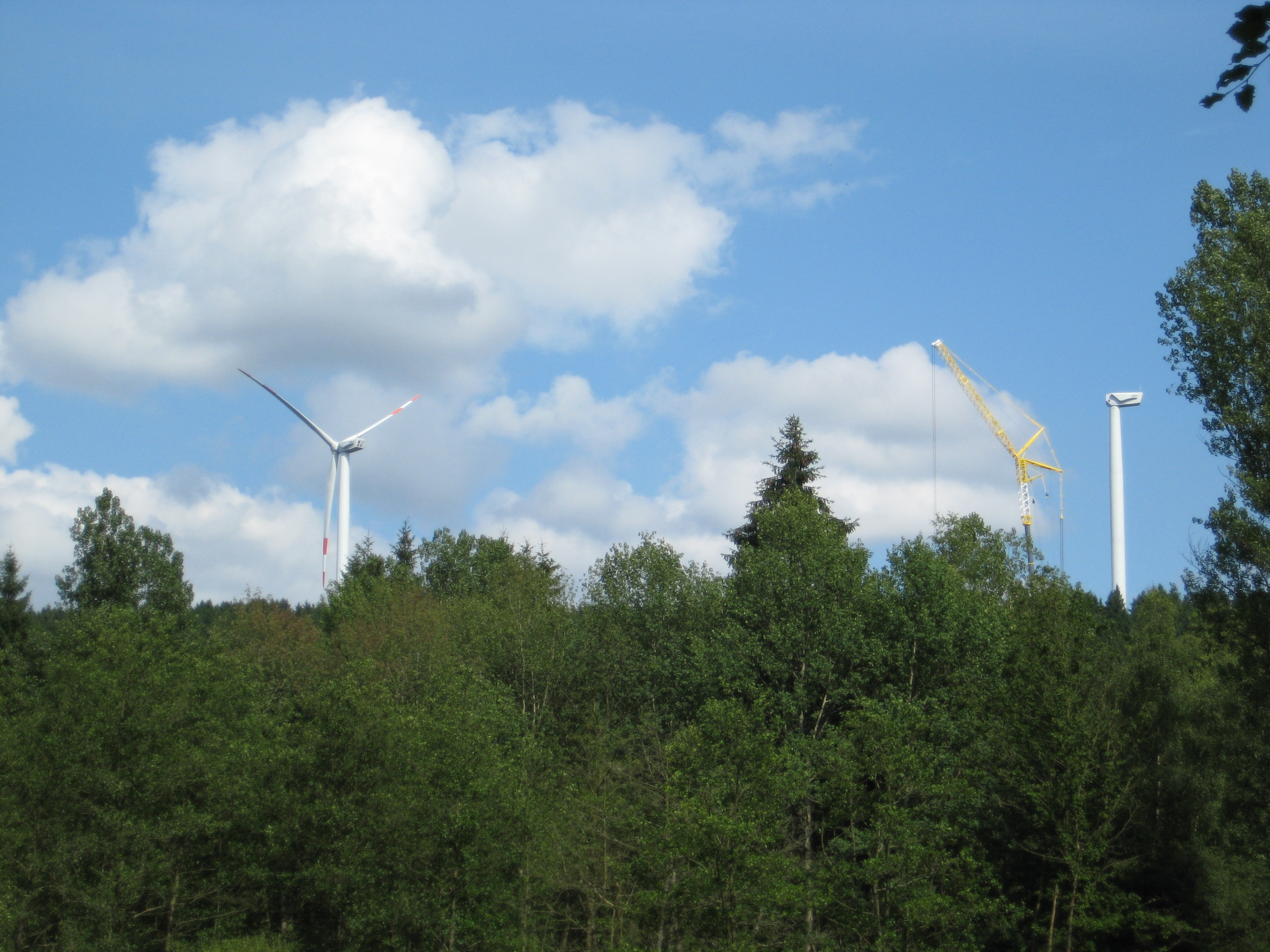
Seit Ende August 2009 drehen sich auf der Kalteiche drei Windräder. Hier während des Baus Ende Juli 2009.

Seit dem 13. Jahrhundert wurde an den Hängen der Kalteiche nach Erz gegraben. Die Grube Ratzenscheid (später Landeskrone) wurde im Jahr 1298 erstmals urkundlich erwähnt. Bereits 1789 werden die Gestellsteinbrüche am Südhang erwähnt. Erst wurde im Tagebau, später im Stollenbau gefördert. 1881 wurden aus drei Stollen 26 t Gestellsteine, 31 t Kuppelsteine und 2 t Puddelofensteine gebrochen. Die geförderten Steine wurden im gesamten Siegerland verwendet. 2006 wurde der Obere Stollen hergerichtet, gesichert und mit einer Hinweistafel versehen und ist nun Teil des Wilnsdorfer Wanderwegs „Wandern auf Bergmannspfaden“, auf dem man an 14 Zeugnissen der Bergbaugeschichte auf der Kalteiche vorbei wandert. Die Gruben Marie und Löwenstern am Südhang förderten zwischen 1867 und 1918 Blei-, Kupfer- und Zinkerze. Die Grube Neue Hoffnung auf Wilgersdorfer Gebiet war zwischen 1883 und 1913 in Betrieb.
Nach der Gründung des Deutschen Zollvereins 1833/34 und der Umsetzung im Siegerland zum 12. Januar 1836 wurde das als Nebenzollamt eingerichtete Gebäude, gelegen an der heutigen B 54 und der Abzweigung nach Wilgersdorf, überflüssig. Ab 1838 wurde es als Forsthaus genutzt, welches im Jahr 1968 abbrannte und nicht wieder errichtet wurde. Noch heute erinnern eine große Grünfläche mit alten Bäumen an das Gebäude.
Zwischen 1902 und 1921 stand auf der Kalteiche ein hölzerner Aussichtsturm.
Am 18. und 19. Januar 2007 wütete der Orkan Kyrill auch auf der Kalteiche. Besonders am Berggipfel wurde eine großflächige Fichtenanpflanzung entwurzelt oder abgeknickt. Die Verwüstung ist noch Jahre danach sichtbar. Die Schäden wurden größtenteils beseitigt und es wachsen aber wieder neue Bäume.
Ab dem 16. Juli 2009 wurden auf Gilsbacher Gebiet am westlichen Hang der Kalteiche zwei Windräder aufgestellt. Diese wurden Ende August in Betrieb gesetzt und haben bei einer Gesamthöhe von 150 m je eine Leistung von 2,5 Megawatt. Seit 2011 stehen drei Windräder auf dem Berg.

## Industriegebiet Kalteiche

### Geschichte
Das Industriegebiet Kalteiche liegt auf der hessischen Seite der Kalteiche direkt am Autobahnanschluss Haiger/Burbach an der Bundesautobahn 45. Das Gebiet hat eine Bruttofläche von 710.000 m² und ist im Jahr 2011 60 Hektar groß. Im Jahr 2011 arbeiteten rund 1000 Menschen im Industriegebiet.
Am 24. Mai 2011 beschloss der Haigerer Stadtrat, dass das Industriegebiet um 17,9 Hektar erweitert werden soll, um weiteren Firmen eine Ansiedlung in Haiger zu ermöglichen. Die Ausdehnung soll in Richtung Bundesstraße 54 und Haiger-Seelbach stattfinden.
Zwischen den Jahren 2000 und 2003 führte das Seminar für Ur- und Frühgeschichte der Universität Münster Grabungen, unter der Leitung von Dr. Frank Verse durch. Anhand von Funden konnte eine Besiedelung seit der Hallstattzeit und eine gewerbliche Nutzung bis ins Mittelalter nachgewiesen werden. Es fanden sich unter anderem Verhüttungsplätze, Grubenmeiler und Hügelgräber. Eine angrenzende, eisenzeitliche Siedlung wurde schon im Jahr 1903, vom damaligen haigerer Forstmeister Heinrich Behlen entdeckt.
Seit 2010 steht auf der Kalteiche weithin sichtbar der 35 m hohe frühere Förderturm der Zeche Westerholt, Schacht Polsum, um den herum ein Schulungszentrum errichtet wurde.
Im Jahr 2018 wurde eine dritte Erweiterung (Kalteiche III) begonnen. Damit wächst das Industriegebiet weiter in Richtung Süden. Für die Erschließung des Gebiets nahe dem sog. „Shell-Kreuz“ sind fünf Millionen Euro vorgesehen. Da das Areal abfällig ist, müssen Terrassen angelegt werden. Der dritte Abschnitt ist etwa neun Hektar groß. Der dritte Bauabschnitt soll mit einem Kreisel an den Einmündungsbereich B 54/B 277 angeschlossen werden.
Bekannte Firmen im Industriegebiet auf der Kalteiche sind unter anderem Siemag Tecberg und Ingersoll Werkzeuge.

### Kritik
Vor der Erschließung im Jahr 2000 gab es vor allem in den Ortschaften Haiger-Allendorf und Haiger-Seelbach Bürgerproteste, was zur Gründung der Bürgerinitiative NLA (Natürlich Leben und Arbeiten) geführt hatte. Der Partei gelang auf Anhieb der Sprung ins Haigerer Stadtparlament. Am 16. Juni 2010 löste sich die Partei wieder auf. Viele NLA-Politiker schlossen sich den Freien Wählern an.
Bei starken Regenfällen kommt es nach dem Bau des Industriegebiets im Ortsteil Kalteiche vermehrt zu Überflutungen. Auch die Bewohner des Ortes Burbach-Würgendorf verbinden die vermehrten Überflutungen der Heller mit dem Industriegebiet. Die Stadt Haiger hat aber alle Auflagen wie den Bau eines Rückhaltebeckens erfüllt.

## Verkehr und Wandern
Über den Bergrücken Kalteiche verlaufen Abschnitte der Bundesautobahn 45 („Sauerlandlinie“) und Bundesstraße 54, wobei erstere auf maximal 504 m und letztere auf maximal 566,9 m Höhe führt. Etwa 800 m ostsüdöstlich vor der höchsten Stelle der B 54 zweigt die nach Wilgersdorf führende Landesstraße 904 ab. Über die Kalteiche führt der Rothaarsteig, rund um den Berg der oben erwähnte Lehrpfad „Wandern auf Bergmannspfaden“.

## Fußball
Die Jugendmannschaften des Süd-West-Regionalligisten TSV Steinbach Haiger spielen in der JSG Kalteiche. In den 2000er-Jahren haben sich die Sportvereine aus Allendorf, Haigerseelbach und Steinbach im Jugendbereich zu der Jugendspielgemeinschaft JSG Kalteiche zusammengeschlossen. Zum 1. Juli 2016 hat sich der SV Rodenbach als geographischer Nachbar dieser Spielgemeinschaft angeschlossen, die nun von diesen vier Vereinen repräsentiert wird. Für die Jugendspielgemeinschaft laufen in der Saison 2018/2019 insgesamt 14 Teams von den A-Junioren bis zu den G-Junioren auf. Zudem besteht eine Mädchenmannschaft (F-Juniorinnen).